# Karl Jaspers Vorlesungen zu Fragen der Zeit
Die Karl Jaspers Vorlesungen zu Fragen der Zeit wurden im Frühjahr 1990 von Rudolf zur Lippe in Kooperation mit der Stiftung Niedersachsen an der Carl von Ossietzky Universität Oldenburg initiiert. Zum ersten Geschäftsführer wurde Rüdiger Schmidt (seit 2001 Schmidt-Grépály) berufen, dessen Amt heute Reinhard Schulz innehat. Trotz eines seit 1994 leicht veränderten Konzeptes steht im Mittelpunkt der Veranstaltung der transkulturelle, kommunikative Austausch zu Fragen der Zeit. Die von der UNESCO in die Weltdekade der Kulturen aufgenommene und jährlich wiederkehrende Veranstaltung schaut dabei besonders auf philosophische Prominenz wie Jürgen Habermas zurück. Seit 1997 gehört zudem eine Preisverleihung für Nachwuchswissenschaftler zur Konzeption. Als einstiges Markenzeichen entwarf Peter Vöge (Drucken & Lernen Oldenburg) gemeinsam mit Prinz zur Lippe und Rüdiger Schmidt den sich von Veranstaltung zu Veranstaltung drehenden Stein aus einer Sammlung zur Lippes. Zur Gründung wurde als Leitgedanke der Vorlesungen ein Wort des in Oldenburg geborenen Psychiaters und Philosophen Karl Jaspers ausgerufen:
„Freiheit ist angewiesen auf die Freiheit aller anderen; daher gelingt die politische Freiheit nicht als sichere Dauer der Zustände – Freiheit ist angewiesen auf Vollendbarkeit des Wahren, Wahrheit aber ist vielfach und in jeder ihrer Gestalten in Bewegung.“
Seit Anbeginn fanden große internationale Colloquien mit öffentlichen Vorlesungen und Seminaren statt, so etwa mit Carl Friedrich von Weizsäcker, Hans-Georg Gadamer und Lew Kopelew. Als erster Gastprofessor wurde 1990/91 Ivan Illich berufen. Ihm folgten im Sinne des kulturellen Austausches u. a. der indische Philosoph und Soziologe Jit Pal Singh Uberoi, der afrikanische Philosoph Marcel Tshiamalenga Ntumba, der chilenische Biologe und Philosoph Humberto Maturana oder die Schweizer Philosophin Jeanne Hersch. 
Weiterhin fanden in den ersten Jahren Salon-Gespräche im Gutshaus Hude statt – mit „keineswegs nur Fachphilosophen, sondern auch Bildhauern, Musikern, Psychologen“. „Garantiert angst- und stressfreies Diskutieren mit Philosophen“ ermöglichten die von Rüdiger Schmidt – dem späteren Gründer des Kollegs Friedrich Nietzsche in Weimar – eingerichteten Frühstücksgespräche, die exklusiv den Studentinnen und Studenten vorbehalten waren und welche so in einen ungezwungenen Austausch mit den Referenten außerhalb des akademischen Betriebes treten konnten: „Es gibt etwas, das im wissenschaftlichen Betrieb – aber nicht nur dort fast vergessen ist, eine Haltung, die gemeinsames Fragen, Lernen und Arbeiten erst ermöglicht.“

## Weblink
- Internetpräsenz der Karl Jaspers Vorlesungen am Institut für Philosophie an der Carl von Ossietzky Universität Oldenburg